# O. Henry
Œuvres principales
- New York Tic Tac
- Les Quatre Millions

O. Henry, pseudonyme de l’écrivain américain William Sydney Porter, né le 11 septembre 1862 à Greensboro, en Caroline du Nord, et mort le 5 juin 1910 à New York, est un écrivain et journaliste américain surtout connu pour ses nombreuses nouvelles humoristiques. Il est l'inventeur de l'expression république bananière.

## Biographie
Son père, Algernon Sidney Porter, était médecin. Orphelin de mère dès l’âge de trois ans, le jeune William est élevé par sa grand-mère paternelle et sa tante. Lecteur avide, il n'aime toutefois pas l'école et abandonne ses études à l’âge de 15 ans.
Il déménage d'abord au Texas et exerce toutes sortes de petits boulots, dont pharmacien, journaliste et employé de banque. Après s'être installé à Austin, au Texas, il se marie en 1882. En 1884, il commence à tenir une chronique humoristique intitulée The Rolling Stone. Il rejoint ensuite le Houston Post où il est reporter et chroniqueur. En 1896, il est accusé de détournement d’argent par la banque où il travaille.
Après trois ans de prison, O. Henry est relâché à Columbus, Ohio le 24 juillet 1901. Il s’installe alors à New York et amorce une carrière d’écrivain. C’est en prison qu’il aurait reçu son surnom.
La plupart des récits, presque tous humoristiques, de ses près de 400 nouvelles se déroulent au début du XXe siècle, période contemporaine de l’auteur, et beaucoup d’entre elles ont pour cadre la ville de New York. The Four Million est le nom d’un recueil à propos des quatre millions de New-Yorkais.

## Œuvre

### Recueils de nouvelles publiés en français
Note : Les recueils français respectent rarement le contenu des éditions originales américaines
- Contes : Dans la grand'ville ; Aux plaines du Texas, Paris, G. Crès, coll. Anglia, 1919
- Le Filou scrupuleux, et autres nouvelles (The Gentle Grafter), Paris, G. Crès, 1923 ;réédition, Paris, Le Livre club du libraire no 179, 1964
- Martin Burney : boueux, boxeur et marchand d'oiseaux, Paris, Édition française illustrée, collection des romans fantaisistes, 1919 ; réédition sous le titre  Martin Burney et autres dupes, Paris, Club des libraires de France, 1955
- Présidents et bananes, vol. 1 : Les Flibustiers de l'Anchourie (Cabbages and Kings), Neuilly-sur-Seine, Robeyr, 1939
- Présidents et bananes, vol. 2 : Le Mystère de Coralio (Cabbages and Kings), Neuilly-sur-Seine, Robeyr, 1939
- Les Quatre Millions (The Four Million), Paris, Robeyr, 1940
- La Chasse au trésor, Neuilly-sur-Seine, Robeyr, 1946
- Contes du Far West (Heart of the West), Neuilly-sur-Seine, Robeyr, 1946 ; réédition, Paris, Livre de poche no 3406, 1972 ; réédition, Paris, Stock, Bibliothèque cosmopolite no 88, 1988
- La Belle et l'Ermite, Neuilly-sur-Seine, Robeyr, 1946
- Les Aventures de Jeff Peters, Neuilly-sur-Seine, Robeyr, 1946
- Phébé, Neuilly-sur-Seine, Robeyr, 1946
- Le Dernier des troubadours (Sixens and Sevens), Neuilly-sur-Seine, Robeyr, 1947
- Bagdad-sur-le-métro, Neuilly-sur-Seine, Robeyr, 1947
- La Chasse à l'homme (The Trimmed Lamp), Neuilly-sur-Seine, Robeyr, 1947
- Histoires à la carte, Paris, Éditions Jeune Afrique, 1965
- Contes humoristiques anglo-saxons, Genève, Éditions de Fenier/Paris, Éditions de l'Érable, 1970 (contient également des nouvelles de Mark Twain)
- New York tic tac, Paris, Stock, Bibliothèque cosmopolite no 82, 1987 ; réédition dans la même collection, 1996
- Souliers, bateaux et présidents, Paris, Clancier-Guénaud, 1988
- New York à la lueur d'un feu de camp, Paris, Clancier-Guénaud, 1988
- Le Profil magique, Paris, Livre de poche no 4600, 1990
- Printemps à la carte (Springtime à la carte), Paris, Livre de poche "bilingue" no 877, 1990
- L'Instant de la victoire, Paris, S. Goudemare, 1998 ; réédition, Paris, Rivages/Poche no 761, 2012
- Attaque de train, et autres nouvelles (extraits de Sixens and Sevens), Mille et une nuits, La Petite Collection no 271, 2000
- Le Cadeau des rois mages (The Gift of Magic), Zurich, Éditions Nord-Sud, 2004 (Édition illustrée pour enfant)
- La Théorie du chien, Éditions Bernard Pascuito, 2006
- Un peu de couleur locale, Éditions Bernard Pascuito, 2007
- La Loi de Georgia , Éditions Bernard Pascuito, 2009
- Confessions d'un humoriste, Paris, Rivages/Poche no 702, 2011
- Les Chemins du destin, Paris, Rivages/Poche no 723, 2011
- Mémoires d'un chien jaune (Memoirs of a Yellow Dog), Clermont-Ferrand, Éditions Artibella, 2012
- Le Langage des cactus, Paris, Rivages/Poche no 788, 2013
- Les hypothèses de l'échec, traduction de Michèle Valencia, L'Arbre Vengeur, 2021